# Suan (Colombia)
Suan è un comune della Colombia facente parte del dipartimento dell'Atlantico.
Il centro abitato venne fondato da Diego Martín de León nel 1827, mentre l'istituzione del comune è del 1905.